# 불의 나라 (드라마)
《불의 나라》는 KBS 2TV에서 1990년 11월 5일부터 1991년 2월 5일까지 한국방송공사 월화드라마이다. 박범신의 동명 소설을 원작으로, ‘특별시민’이 되기 위해 상경한 남녀 젊은이들을 주인공으로 만나는 인간군을 통해 우리 사회의 타락상을 꼬집는다.

## 등장 인물
- 윤승원 : 백찬규 역
- 나영희 : 정은하 역
- 이원용 : 한길수 역
- 정동환
- 박주아
- 장항선
- 김순철
- 김성겸
- 김도연
- 김병철
- 이종남